# Dedi de Hassegau
Dedi de Hassegau (mort le 14 mars 957)  (nommé aussi Téti, Dadi, Dadanus) est un comte d'Hassegau actif dans le milieu du Xe siècle. Il serait soit un petit-fils de Burchard de Thuringe, soit un fils de Burchard III de Souabe.

## Contexte
Dedi est mentionné dans un document de l'empereur Othon le Grand du 26 septembre 949 comme comte de Hassegau. L'année de sa mort est enregistrée dans l'obituaire de Fulda. Il est vraisemblablement le comte Dadi / Dadanus mentionné deux fois par Widukind de Corvey : la première fois comme partisan de l'empereur Othon Ier, qu'il soutient en  939 dans sa lutte contre son frère rebelle Henri, remportant plusieurs châteaux par la ruse. Peu de temps après en 953, il est banni par ce même empereur, sans doute pour avoir soutenu la rébellion de son fils Liudolf de Souabe.
Du fait de son patronyme, Dedi est le sujet central de la littérature historique dans les discussions sur l'origine des Wettins. Dans sa généalogie de la maison de Wettin, en 1897, Otto Posse  désigne Dedi (Téti) comme le père de deux nobles tués lors de la Bataille du cap Colonne (13 juillet 982) : Burchard IV d'Hassegau et Dedi. En outre, il avance que Thierry Ier (Théodoric), le premier ancêtre  bien documenté de la dynastie Wettin est son troisième fils.

## Postérité
- Burchard (tué en 982), comte de Hassegau, comte palatin de Saxe, épouse Emma de Mersebourg, d'où la lignée des comtes de Goseck, éteinte dans les mâles en 1085 ;
- Dedi (tué en 982) ;
- Thierry Ier de Liesgau ancêtre putatif de la maison de Wettin.